# Kabupaten Lanny Jaya
Kabupaten Lanny Jaya (engelska: Lanny Jaya Regency) är ett kabupaten i Indonesien.   Det ligger i provinsen Papua, i den östra delen av landet, 3 500 km öster om huvudstaden Jakarta. Antalet invånare är 148 522.